# Hjørring Amt
Hjørring Amt eksisterede fra 1793 til kommunalreformen i 1970, da det blev en del af Nordjyllands Amt.

Hjørring Amt bestod af syv herreder:
- Børglum Herred
- Dronninglund Herred
- Horns Herred
- Hvetbo Herred
- Læsø Herred
- Vennebjerg Herred
- Øster Han Herred

I amtet ligger købstæderne:
- Hjørring
- Brønderslev
- Sæby
- Frederikshavn
- Skagen

I det danske nummerpladesystem havde Hjørring Amt bogstavet P fra 1903 til 1958, og da systemet i dette år blev omlagt, fik Sæby PA, Dronninglund PD, Frederikshavn PH, Skagen PK, Hjørring PN, Brønderslev PS og Pandrup PV.

## Amtmænd
- 1843-1850: Frederik Christian Holsten
- 1850-1867: Frederik August Esbensen
- 1880-1886: Adam Frederik Moltke (1821-1886)
- 1887-1896: Nicolai Reimer Rump

## Hjørring Amt omkring 1900
- Den sydlige del af Hjørring Amt er nord for Limfjorden; Syd for denne er det Aalborg Amt
- Den nordvestlige del af Hjørring Amt
- Den nordøstlige del af Hjørring Amt